# Shellbrook (Saskatchewan)
Shellbrook est une ville de la Saskatchewan au Canada.

## Géographie
La localité de Shellbrook est située au centre de la province de Saskatchewan, à 44,5 km à l'ouest de la ville de Prince Albert.

## Démographie
| 2016  | 2021  |
| ----- | ----- |
| 1 444 | 1 510 |